# Autonomie nationale des allemands en Hongrie
L'Autonomie nationale des allemands en Hongrie (en hongrois : Magyarországi Németek Országos Önkormányzata, MNOÖ ; en allemand : Landesselbstverwaltung der Ungarndeutschen, LdU) est une organisation nationale représentant la minorité allemande de Hongrie.

## Histoire
À la suite de l'élections des gouvernements autonomes des minorités en 1994, l'assemblée électorale de la minorité allemande élit, le 11 mars 1995, l'organe de représentation politique et culturelle des Allemands de Hongrie : l'Autonomie nationale des Allemands en Hongrie. Selon les opportunités offertes par la loi CLXXIX sur les droits des  nationalités 2011, le MNOÖ continue à mettre en œuvre une politique moderne en matière de minorités.

## Résultats électoraux
Depuis 2014, chacune des minorités ethniques de Hongrie a la possibilité de faire élire un député de manière facilitée grâce à un abaissement du seuil électoral, à la condition qu'ils s'enregistrent préalablement sur des listes électorales distinctes. Le siège est prélevé sur les 93 dédiés à la représentation proportionnelle si la liste en question franchit un seuil spécifique établit au quart du quotient inverse de ce total, soit {\displaystyle {\frac {1}{4\times 93}}={\frac {1}{372}}\approx 0.2688\%} du total des suffrages au scrutin de liste. Treize minorités sont concernées : les Arméniens, Bulgares, Croates, Allemands, Grecs, Polonais, Roms, Roumains, Ruthènes, Serbes, Slovaques, Slovènes et Ukrainiens. En pratique, seules les communautés allemandes et roms sont suffisamment nombreuses pour espérer pouvoir atteindre ce seuil et obtenir un siège, si tant est qu'une part suffisante de leurs membres s'inscrivent sur les listes dédiées.

### Élections législatives
| Année | Voix   | %    | Sièges  | Position |
| ----- | ------ | ---- | ------- | -------- |
| 2014  | 11 415 | 0,23 | 0 / 199 | 12e      |
| 2018  | 26 477 | 0,23 | 1 / 199 | 9e       |
| 2022  | 24 630 | 0,44 | 1 / 199 | 7e       |